# Wikipedia en alemánico
La Wikipedia en alemánico es una edición de la Wikipedia en los dialectos alemánicos. Esta Wikipedia fue creada el 13 de noviembre de 2003 con el nombre de Wikipedia en alsaciano, y más tarde, con la incorporación de otros dialectos alemánicos cambió su nombre, pero no su dirección (con el prefijo als).
Su cambio de nombre se dio cuando esta Wikipedia alcanzó los 469 artículos. En enero de 2006 estaba a punto de llegar a las 1600 entradas; en enero de 2007 la Wikipedia en alemánico tenía 2.772 artículos y era la 95.ª Wikipedia en tamaño. A lo largo de 2007 logró superar la cantidad de 3000 artículos y a finales del 2009 tenía 5543 artículos, aunque había bajado en el ranking de wikipedias para ser la 110 por número de artículos. 
Actualmente cuenta con 31 034 artículos; tiene 110 125 usuarios, de los cuales 95 son activos.